# Panzar
Panzar: Forged By Chaos — тривимірний мережевий бойовик на рушії CryEngine 3, створений російськими розробниками Panzar Studio. У грі присутні чотири раси і вісім класів, ця гра являє собою бої на аренах MMORPG, де ви воюєте з іншими гравцями. На даний момент гра знаходиться на стадії бета-тестування, тому в грі багато помилок. Гра всіляко допрацьовується і, як кажуть розробники, до релізу гри буде додано безліч нововведень.

## Опис
Гра створена на рушії CryEngine3. Має незвично красиву графіку, приголомшливу анімацію персонажів, хорошу топологію моделей персонажів і незвичайне управління. Гра побудована за принципом no-target. Кожною атакою потрібно самому потрапити по противнику, будь то звичайний удар або постріл з аркебузи. У грі присутні 4 раси, кожна з яких має по 2 класу.

## Розробка
Panzar Studio, почали розробку ще 2007 році, тоді тільки гра обмірковувалася, а в 2008 Panzar Suudio, почали повну роботу і анонсували той факт що гра стала розроблятися на рушії CryEngine2 , на офіційному сайті CryTek. У 2009 році, розробники перейшли на ігровий рушій CryEngine3 Робота йшла 3 роки, і в 2010 році на Panzar Studio, показала свою гру у відео форматі, де було видно процес гри, за расу: Орки і 3 класу: Маг, Воїн, Медик. І в 2011 році, гру показали на Ігроміре, де гра отримала безліч позитивних відгуків. Відволікаючись, і поговоримо про Game-Play'е гри в той час, в грі були присутні Чотири класи: Воїн, Лекарь, Маг, Інженер і Дві раси: Орки і Гноми. І всі класи, були у кожної раси. Виглядало це досить цікаво, особливо, коли Воїни ставили тотеми, що відновлюють силу, для нинішнього гравця це виглядало незвично, так як він бачив як Гноми, під класом: Сапер, ставить тотем. Повернемося, до розробки, після Ігроміре, Panzar Studio, продовжила розробку, і випустили свій перший, закритий Альфа-Тест в 2011 ~ 2012 роках. Після не великий доопрацювання, гра вийшла в Бета-Тест 7 квітня 2012.

## Ігровий процес
Гра складається з битв між гравцями (10х10), за які ви отримуєте, досвід, гроші, ресурси. Прокачуючи персонажа, з кожним новим рівнем отримуєте очко талантів, який можете витратити на вивчення здатності у вівтарі. Всього в грі 30 рівнів. За ресурси, отримані в бою, в кузні можна створити речі, що збільшують ваші характеристики. За золото там же можна поліпшити ваші речі.

## Класи
Кожен клас має свої унікальні здібності, різний стиль гри. Виконання своєї ролі заставу до перемоги вашої команди.
Берсерки — клас нападу. Особливо ефективний при захопленні і утриманні точки. Озброївшись дубиною, берсерк завдає найсильніший удар, але і здоров'ям він не обділений. Єдиний недолік — це низька швидкість атаки, що може послужити причиною поразки.
Танк — клас захисту. Особливо ефективний на точці, завдяки можливості захищати союзників від різних атак, заморозки магічним щитом. Озброєний мечем і щитом. Має саме велике у здоров'я і самий сильні блок.
Паладин — клас підтримки. Головна мета паладина — зцілення союзників, допомога магічними порошками. Перебуваючи в центрі бою разом з орками, він допомагає їм не пащу в 1-е секунди бою. Хороший Паладіна — запорука перемоги.
Інквізитор — клас нападу. Заходячи в невидимості в тил ворога, інквізитор нападає на супротивника зі спини, завдаючи підвищений шкоди. Так само його метою є руйнування будівель гнома (турелі каноніра, телепорт сапера).
Сапер — клас підтримки. Добре вивчивши інженерна справа, сапери можуть будувати тотеми на полі бою, що відновлюють енергію союзника. Побудувавши телепорт, сапер забезпечує швидке пересування союзників, що особливо допомагає при захопленні точки.
Канонір (технік) — клас захисту. Техніки зводять на полі бою знаряддя і пастки, які незамінні при організації оборони стратегічно важливих точок. Скорострільні гармати, здатні дати команді значний тактичний перевага.
Сестра вогню (маг) — клас нападу. Особливо ефективна на дальніх дистанціях. Основної шкоди йде від вогняних куль, що завдають миттєвий утрату при попаданні і поступовий від горіння.
Крижана відьма (чарівниця) — клас підтримки. Перебуваючи в центрі бою, поступово заморожуючи ворогів. Мають невеликий запас здоров'я, через що завжди змушена перебувати близько орків і паладина.